# Eau Noire (Valais)
Pour les articles homonymes, voir Eau Noire.
L'eau Noire est un torrent franco-suisse, sous-affluent du Rhône par le Trient.

## Géographie
L'Eau Noire est un cours d'eau qui naît dans les aiguilles Rouges, à la limite communale de Vallorcine et de Chamonix-Mont-Blanc, en Haute-Savoie. Le torrent descend du col de l'Encrenaz et débouche juste en aval du col des Montets. Juste après le hameau des Montets, elle reçoit les eaux, bien plus importantes, de l'Eau de Bérard qui descend de la vallée du même nom.
L'Eau Noire arrose alors Vallorcine, continue vers le hameau de Barberine où elle reçoit les eaux du torrent homonyme, lequel coïncide également avec la frontière franco-suisse. Le cours se poursuit alors en Suisse, dans le canton du Valais.
L'Eau Noire est un affluent de rive gauche du Trient.
La longueur de son cours d'eau est en France de 8,8 km, en tout de 11,5 km[réf. nécessaire]. Elle s'écoule du sud-ouest vers le nord-est.

### Cantons et communes traversées
En France, l'Eau Noire prend sa source sur la commune de Chamonix-Mont-Blanc, puis traverse la commune de Vallorcine, toutes les deux dans le canton de Chamonix-Mont-Blanc, dans le département de la Haute-Savoie.
En Suisse, l'Eau Noire longe les communes de Finhaut et de Trient dans le canton du Valais.

### Bassin versant
En France, l'Eau Noire traverse une seule zone hydrographique « L'Eau Noire » (V037) de 45 km2 de superficie. Ce bassin versant est constitué à 94,62 % de « forêts et milieux semi-naturels », à 4,12 % de « territoires agricoles », à 1,48 % de « territoire artificialisés ».

## Affluents
En France, l'Eau Noire a quatre tronçons affluents référencés :
- l'Eau de Bérard (rg), 5,9 km, sur la commune de Vallorcine dans le canton de Chamonix-Mont-Blanc[3], avec un affluent :
  - le Ruisseau de la Meunière (rg), 1,8 km sur la seule commune de Vallorcine ;
- le Nant de Loriaz (rg), 2,2 km, sur la commune de Vallorcine dans le canton de Chamonix-Mont-Blanc[4] ;
- le Nant du Rand (rg), 1,8 km, sur la commune de Vallorcine dans le canton de Chamonix-Mont-Blanc[5] ;
- le torrent de Barberine (rg), 2,5 km sur la commune de Vallorcine[6] et qui a pour origine, aujourd'hui le nouveau barrage d'Émosson.

En Suisse, l'Eau Noire a aussi un affluent droit :
- le Nant de Catogne (rd), environ 2 kilomètres, sur la commune de Trient.

Le rang de Strahler est donc de trois, par l'Eau de Bérard et le ruisseau de la Meunière.

## Écologie
L'Eau Noire nait dans la Réserve naturelle nationale des Aiguilles Rouges qu'elle quitte en arrivant au col des Montets.

## Aménagements
Le barrage d'Émosson, en Suisse, mais franco-suisse, est construit sur le bassin versant de l'Eau Noire.

## Sources
- Carte topographique, Swisstopo